# Deuxième circonscription du Nord
La deuxième circonscription du Nord est l'une des 21 circonscriptions législatives françaises que compte le département du Nord.
Elle est représentée dans la XVIe législature par Ugo Bernalicis (LFI).

## Description géographique et démographique

### De 1958 à 1986
À la suite de l'ordonnance no 58-945 du 13 octobre 1958 relative à l'élection des députés à l'assemblée nationale, la première circonscription du Nord était créée et regroupait les divisions administratives suivantes : 
- canton de Lille-Sud
- canton de Lille-Sud-Ouest[1].

### De 1986 à 2010
Par la loi no 86-1197 du 24 novembre 1986
 de découpage électoral, la circonscription regroupait les divisions administratives suivantes : 
- canton de Lille-Est
- canton de Villeneuve-d'Ascq-Nord
- canton de Villeneuve-d'Ascq-Sud et communes de Lezennes et Ronchin

### Depuis 2010
Depuis l'adoption de l'ordonnance no 2009-935 du 29 juillet 2009, ratifiée par le Parlement français le 21 janvier 2010, elle est composée des divisions administratives suivantes :
- canton de Lille-Est
- canton de Villeneuve-d'Ascq-Nord
- canton de Villeneuve-d'Ascq-Sud et communes de Lezennes, Mons-en-Barœul et Ronchin.

Lors du recensement général de la population en 1999, réalisé par l'Institut national de la statistique et des études économiques (INSEE), la population totale de cette circonscription est estimée à 116 628 habitants,.

### Pyramide des âges
| Hommes | Classe d’âge   | Femmes |
| ------ | -------------- | ------ |
| 5      | 65 ans et plus | 7      |
| 30     | 20 à 64 ans    | 32     |
| 13     | 0 à 19 ans     | 13     |

### Catégorie socio-professionnelle
Répartition de la population active par catégorie socio-professionnelle en 2013
| Agriculteurs | Artisans, commerçants, chefs d'entreprise | Cadres, professions intellectuelles | Professions intermédiaires | Employés | Ouvriers | Retraités | Autres |
| ------------ | ----------------------------------------- | ----------------------------------- | -------------------------- | -------- | -------- | --------- | ------ |
| 0 %          | 2,2 %                                     | 11,7 %                              | 15,5 %                     | 17,3 %   | 10,4 %   | 18 %      | 25 %   |

## Historique des députations
| Législature | Début de mandat | Fin de mandat   | Député             | Parti politique | Observations                                                                               |
| ----------- | --------------- | --------------- | ------------------ | --------------- | ------------------------------------------------------------------------------------------ |
| Ire         | 9 décembre 1958 | 9 octobre 1962  | Henri Duterne      | UNR             | Mandat écourté à la suite d'une dissolution parlementaire décidée par Charles de Gaulle.   |
| IIe         | 6 décembre 1962 | 2 avril 1967    | Henri Duterne      | UNR             |                                                                                            |
| IIIe        | 3 avril 1967    | 30 mai 1968     | Henri Duterne      | UD-Ve           | Mandat écourté à la suite d'une dissolution parlementaire décidée par Charles de Gaulle.   |
| IVe         | 23 juin 1968    | 22 juillet 1969 | Pierre Billecocq,  | UDR,            | Nommé Secrétaire d'État auprès du ministre de l'Éducation nationale en juin 1969           |
| IVe         | 22 juillet 1969 | 1er avril 1973  | Hubert Rochet,     | UDR,            | Nommé Secrétaire d'État auprès du ministre de l'Éducation nationale en juin 1969           |
| Ve          | 2 avril 1973    | 2 avril 1978    | Pierre Mauroy      | PS              |                                                                                            |
| VIe         | 3 avril 1978    | 22 mai 1981     | Pierre Mauroy      | PS              | Mandat écourté à la suite d'une dissolution parlementaire décidée par François Mitterrand. |
| VIIe        | 2 juillet 1981  | 22 juillet 1981 | Pierre Mauroy      | PS              | Nommé Premier ministre en mai 1981                                                         |
| VIIe        | 22 juillet 1981 | 1er avril 1986  | Pierre Dassonville | PS              | Nommé Premier ministre en mai 1981                                                         |
| IXe         | 23 juin 1988    | 1er avril 1993  | Bernard Derosier   | PS              |                                                                                            |
| Xe          | 2 avril 1993    | 21 avril 1997   | Bernard Derosier   | PS              | Mandat écourté à la suite d'une dissolution parlementaire décidée par Jacques Chirac.      |
| XIe         | 12 juin 1997    | 18 juin 2002    | Bernard Derosier   | PS              |                                                                                            |
| XIIe        | 19 juin 2002    | 19 juin 2007    | Bernard Derosier   | PS              |                                                                                            |
| XIIIe       | 20 juin 2007    | 19 juin 2012    | Bernard Derosier   | PS              |                                                                                            |
| XIVe        | 20 juin 2012    | 20 juin 2017    | Audrey Linkenheld  | PS              |                                                                                            |
| XVe         | 21 juin 2017    | 21 juin 2022    | Ugo Bernalicis     | LFI             |                                                                                            |
| XVIe        | 22 juin 2022    | 9 juin 2024     | Ugo Bernalicis     | LFI             | Mandat écourté à la suite d'une dissolution parlementaire décidée par Emmanuel Macron.     |
| XVIIe       | 8 juillet 2024  | En cours        | Ugo Bernalicis     | LFI             |                                                                                            |

## Historiques des élections

### Élections de 1958
| Candidat       | Candidat          | Parti          | Premier tour | Premier tour | Second tour | Second tour |  |
| Candidat       | Candidat          | Parti          | Voix         | %            | Voix        | %           |  |
| -------------- | ----------------- | -------------- | ------------ | ------------ | ----------- | ----------- |  |
|                | Henri Duterne élu | UNR            | 16 834       | 40,57        | 24 413      | 58,19       |  |
|                | Joseph Hourdin    | SFIO           | 12 739       | 30,7         | 12 038      | 28,69       |  |
|                | Ali Landréa       | PCF            | 5 922        | 14,27        | 5 506       | 13,12       |  |
|                | Hélenport Freidel | MRP            | 4 395        | 10,59        | Retrait     | Retrait     |  |
|                | André Dereau      | Modérés        | 1 599        | 3,85         |             |             |  |
|                |                   |                |              |              |             |             |  |
| Inscrits       | Inscrits          | Inscrits       | 51 575       | 100,00       | 51 575      | 100,00      |  |
| Abstentions    | Abstentions       | Abstentions    | 9 007        | 17,46        | 8 692       | 16,85       |  |
| Votants        | Votants           | Votants        | 42 568       | 82,54        | 42 883      | 83,15       |  |
| Blancs et nuls | Blancs et nuls    | Blancs et nuls | 1 079        | 2,53         | 926         | 2,16        |  |
| Exprimés       | Exprimés          | Exprimés       | 41 489       | 97,47        | 41 957      | 97,84       |  |

Le suppléant de Henri Duterne était Henri Piat, de Lille.

### Élections de 1962
| Candidat       | Candidat                    | Parti          | Premier tour | Premier tour | Second tour | Second tour |  |
| Candidat       | Candidat                    | Parti          | Voix         | %            | Voix        | %           |  |
| -------------- | --------------------------- | -------------- | ------------ | ------------ | ----------- | ----------- |  |
|                | Henri Duterne sortant réélu | UNR-UDT        | 15 961       | 40,62        | 21 800      | 53,86       |  |
|                | Rachel Lempereur            | SFIO           | 11 336       | 28,85        | 18 673      | 46,14       |  |
|                | Hector Viron                | PCF            | 6 464        | 16,45        | Retrait     | Retrait     |  |
|                | Émile Coliche               | MRP            | 3 045        | 7,75         | Retrait     | Retrait     |  |
|                | Gustave Rombaut             | CNIP           | 1 905        | 4,85         |             |             |  |
|                | Robert Ruaux                | Modérés        | 587          | 1,49         |             |             |  |
|                |                             |                |              |              |             |             |  |
| Inscrits       | Inscrits                    | Inscrits       | 54 003       | 100,00       | 54 003      | 100,00      |  |
| Abstentions    | Abstentions                 | Abstentions    | 13 494       | 24,99        | 11 915      | 22,06       |  |
| Votants        | Votants                     | Votants        | 40 509       | 75,01        | 42 088      | 77,94       |  |
| Blancs et nuls | Blancs et nuls              | Blancs et nuls | 1 211        | 2,99         | 1 615       | 3,84        |  |
| Exprimés       | Exprimés                    | Exprimés       | 39 298       | 97,01        | 40 473      | 96,16       |  |

Le suppléant d'Henri Duterne était Robert Valbrun, commerçant, ancien conseiller municipal de Lille.

### Élections de 1967
| Candidat       | Candidat                    | Parti          | Premier tour | Premier tour | Second tour | Second tour |  |
| Candidat       | Candidat                    | Parti          | Voix         | %            | Voix        | %           |  |
| -------------- | --------------------------- | -------------- | ------------ | ------------ | ----------- | ----------- |  |
|                | Henri Duterne sortant réélu | UD-Ve          | 17 597       | 41,94        | 21 619      | 52,44       |  |
|                | Rachel Lempereur            | SFIO (FGDS)    | 10 559       | 25,16        | 19 610      | 47,56       |  |
|                | Hector Viron                | PCF            | 7 768        | 18,51        | Retrait     | Retrait     |  |
|                | Pierre Pigache              | CD (PDM)       | 3 610        | 8,6          |             |             |  |
|                | Jean-Marie Faivre           | PSU            | 1 441        | 3,43         |             |             |  |
|                | Hippolyte de Bucq           | Modérés        | 986          | 2,35         |             |             |  |
|                |                             |                |              |              |             |             |  |
| Inscrits       | Inscrits                    | Inscrits       | 53 481       | 100,00       | 53 482      | 100,00      |  |
| Abstentions    | Abstentions                 | Abstentions    | 10 393       | 19,43        | 10 555      | 19,74       |  |
| Votants        | Votants                     | Votants        | 43 088       | 80,57        | 42 927      | 80,26       |  |
| Blancs et nuls | Blancs et nuls              | Blancs et nuls | 1 127        | 2,62         | 1 698       | 3,96        |  |
| Exprimés       | Exprimés                    | Exprimés       | 41 961       | 97,38        | 41 229      | 96,04       |  |

Le suppléant d'Henri Duterne était Robert Valbrun, commerçant, ancien conseiller municipal de Lille.

### Élections de 1968
| Candidat       | Candidat             | Parti          | Premier tour | Premier tour | Second tour | Second tour |  |
| Candidat       | Candidat             | Parti          | Voix         | %            | Voix        | %           |  |
| -------------- | -------------------- | -------------- | ------------ | ------------ | ----------- | ----------- |  |
|                | Pierre Billecocq élu | UDR (URP)      | 19 486       | 48,91        | 22 544      | 57,79       |  |
|                | Rachel Lempereur     | SFIO (FGDS)    | 9 195        | 23,08        | 16 463      | 42,21       |  |
|                | Henriette Defrance   | PCF            | 6 648        | 16,69        | Retrait     | Retrait     |  |
|                | Joël Hébrard         | TD             | 1 677        | 4,21         |             |             |  |
|                | Valère Sniecinski    | PSU            | 1 442        | 3,62         |             |             |  |
|                | Hippolyte de Bucq    | Modérés        | 1 391        | 3,49         |             |             |  |
|                |                      |                |              |              |             |             |  |
| Inscrits       | Inscrits             | Inscrits       | 52 332       | 100,00       | 52 332      | 100,00      |  |
| Abstentions    | Abstentions          | Abstentions    | 11 747       | 22,45        | 12 210      | 23,33       |  |
| Votants        | Votants              | Votants        | 40 585       | 77,55        | 40 122      | 76,67       |  |
| Blancs et nuls | Blancs et nuls       | Blancs et nuls | 746          | 1,84         | 1 115       | 2,78        |  |
| Exprimés       | Exprimés             | Exprimés       | 39 839       | 98,16        | 39 007      | 97,22       |  |

Le suppléant de Pierre Billecocq était Hubert Rochet, commerçant à Lille. Hubert Rochet remplaça Pierre Billecocq, nommé membre du gouvernement, du 23 juillet 1969 au 1er avril 1973.

### Élections de 1973
| Candidat       | Candidat              | Parti          | Premier tour | Premier tour | Second tour | Second tour |  |
| Candidat       | Candidat              | Parti          | Voix         | %            | Voix        | %           |  |
| -------------- | --------------------- | -------------- | ------------ | ------------ | ----------- | ----------- |  |
|                | Pierre Mauroy élu     | PS (UGSD)      | 12 610       | 34,08        | 20 027      | 53,69       |  |
|                | Hubert Rochet sortant | UDR (URP)      | 8 161        | 22,06        | 13 594      | 36,44       |  |
|                | Albert de Bosschère   | PCF            | 6 163        | 16,66        | Retrait     | Retrait     |  |
|                | Claude Catesson       | Rad (MR)       | 5 023        | 13,58        | 3 680       | 9,87        |  |
|                | Brigitte Loez         | Divers droite  | 3 036        | 8,21         |             |             |  |
|                | François Panen        | PSU            | 631          | 1,71         |             |             |  |
|                | Hippolyte de Bucq     | Divers droite  | 558          | 1,51         |             |             |  |
|                | Nicolas Bénies        | LCR            | 483          | 1,31         |             |             |  |
|                | Axel Doat             | FN             | 335          | 0,91         |             |             |  |
|                |                       |                |              |              |             |             |  |
| Inscrits       | Inscrits              | Inscrits       | 49 016       | 100,00       | 49 016      | 100,00      |  |
| Abstentions    | Abstentions           | Abstentions    | 11 104       | 22,65        | 10 962      | 22,36       |  |
| Votants        | Votants               | Votants        | 37 912       | 77,35        | 38 054      | 77,64       |  |
| Blancs et nuls | Blancs et nuls        | Blancs et nuls | 912          | 2,41         | 753         | 1,98        |  |
| Exprimés       | Exprimés              | Exprimés       | 37 000       | 97,59        | 37 301      | 98,02       |  |

Le suppléant de Pierre Mauroy était Pierre Dassonville, conseiller municipal de Lille.

### Élections de 1978
| Candidat       | Candidat                    | Parti          | Premier tour | Premier tour | Second tour | Second tour |  |
| Candidat       | Candidat                    | Parti          | Voix         | %            | Voix        | %           |  |
| -------------- | --------------------------- | -------------- | ------------ | ------------ | ----------- | ----------- |  |
|                | Pierre Mauroy sortant réélu | PS             | 14 158       | 37,75        | 21 395      | 55,97       |  |
|                | Bruno Chauvierre            | RPR            | 6 881        | 18,35        | 16 828      | 44,03       |  |
|                | Jean Pierens                | UDF (PR)       | 6 526        | 17,4         | Retrait     | Retrait     |  |
|                | Albert de Bosschère         | PCF            | 6 380        | 17,01        | Retrait     | Retrait     |  |
|                | Brigitte Loez               | Divers droite  | 1 668        | 4,45         |             |             |  |
|                | Xavier Hardy                | PSU (FA)       | 628          | 1,67         |             |             |  |
|                | Dominique Wailly            | LO             | 621          | 1,66         |             |             |  |
|                | Jean-Pascal Grevet          | Divers         | 518          | 1,38         |             |             |  |
|                | Philippe Renahy             | UOPDP          | 128          | 0,34         |             |             |  |
|                |                             |                |              |              |             |             |  |
| Inscrits       | Inscrits                    | Inscrits       | 52 106       | 100,00       | 52 106      | 100,00      |  |
| Abstentions    | Abstentions                 | Abstentions    | 13 781       | 26,45        | 13 040      | 25,03       |  |
| Votants        | Votants                     | Votants        | 38 325       | 73,55        | 39 066      | 74,97       |  |
| Blancs et nuls | Blancs et nuls              | Blancs et nuls | 817          | 2,13         | 843         | 2,16        |  |
| Exprimés       | Exprimés                    | Exprimés       | 37 508       | 97,87        | 38 223      | 97,84       |  |

Le suppléant de Pierre Mauroy était Pierre Dassonville.

### Élections de 1981
|                | Pierre Mauroy sortant réélu | PS             | 14 374 | 50,11  |  |  |  |
|                | Jean Pierens                | UDF (PR)       | 5 806  | 20,24  |  |  |  |
|                | Charlotte Masson            | RPR (UNM)      | 3 977  | 13,86  |  |  |  |
|                | Henriette Defrance          | PCF            | 3 355  | 11,69  |  |  |  |
|                | Michèle Payelle             | Extrême droite | 770    | 2,68   |  |  |  |
|                | Dominique Wailly            | LO             | 402    | 1,40   |  |  |  |
|                |                             |                |        |        |  |  |  |
| Inscrits       | Inscrits                    | Inscrits       | 46 005 | 100,00 |  |  |  |
| Abstentions    | Abstentions                 | Abstentions    | 16 863 | 36,65  |  |  |  |
| Votants        | Votants                     | Votants        | 29 142 | 63,35  |  |  |  |
| Blancs et nuls | Blancs et nuls              | Blancs et nuls | 458    | 1,57   |  |  |  |
| Exprimés       | Exprimés                    | Exprimés       | 28 684 | 98,43  |  |  |  |

Le suppléant de Pierre Mauroy était Pierre Dassonville. Pierre Dassonville remplaça Pierre Mauroy, nommé Premier Ministre, du 24 juillet 1981 au 1er avril 1986.

### Élections de 1988
| Candidat       | Candidat                       | Parti          | Premier tour | Premier tour | Second tour | Second tour |  |
| Candidat       | Candidat                       | Parti          | Voix         | %            | Voix        | %           |  |
| -------------- | ------------------------------ | -------------- | ------------ | ------------ | ----------- | ----------- |  |
|                | Bernard Derosier sortant réélu | PS             | 20 064       | 49,53        | 26 301      | 62,71       |  |
|                | Désiré Vanbrabant              | UDF (PR) (URC) | 11 158       | 27,54        | 15 637      | 37,29       |  |
|                | Georges Dehove                 | FN             | 4 846        | 11,96        |             |             |  |
|                | Jean-Raymond de Grève          | PCF            | 4 441        | 10,96        |             |             |  |
|                |                                |                |              |              |             |             |  |
| Inscrits       | Inscrits                       | Inscrits       | 69 274       | 100,00       | 69 274      | 100,00      |  |
| Abstentions    | Abstentions                    | Abstentions    | 27 840       | 40,19        | 25 946      | 37,45       |  |
| Votants        | Votants                        | Votants        | 41 434       | 59,81        | 43 328      | 62,55       |  |
| Blancs et nuls | Blancs et nuls                 | Blancs et nuls | 925          | 2,23         | 1 390       | 3,21        |  |
| Exprimés       | Exprimés                       | Exprimés       | 40 509       | 97,77        | 41 938      | 96,79       |  |

Le suppléant de Bernard Derosier était Yves Perlein, adjoint au maire de Villeneuve-d'Ascq.

### Élections de 1993
| Candidat       | Candidat                       | Parti          | Premier tour | Premier tour | Second tour | Second tour |  |
| Candidat       | Candidat                       | Parti          | Voix         | %            | Voix        | %           |  |
| -------------- | ------------------------------ | -------------- | ------------ | ------------ | ----------- | ----------- |  |
|                | Thierry Degraeve               | RPR (UPF)      | 12 871       | 29,81        | 20 880      | 48,88       |  |
|                | Bernard Derosier sortant réélu | PS (ADFP)      | 11 327       | 26,24        | 21 839      | 51,12       |  |
|                | Philippe Bernard               | FN             | 6 891        | 15,96        |             |             |  |
|                | Ronald Charbaut                | Les Verts (EÉ) | 4 585        | 10,62        |             |             |  |
|                | Jean-Raymond de Grève          | PCF            | 3 604        | 8,35         |             |             |  |
|                | Alice Delarbre                 | LT-LNÉ         | 2 080        | 4,82         |             |             |  |
|                | Jean-Marc Grodzki              | LO             | 1 196        | 2,77         |             |             |  |
|                | Vladimir Nieddu                | LCR            | 372          | 0,86         |             |             |  |
|                | Fred Planque                   | PLN            | 248          | 0,57         |             |             |  |
|                |                                |                |              |              |             |             |  |
| Inscrits       | Inscrits                       | Inscrits       | 69 321       | 100,00       | 69 321      | 100,00      |  |
| Abstentions    | Abstentions                    | Abstentions    | 23 792       | 34,32        | 23 189      | 33,45       |  |
| Votants        | Votants                        | Votants        | 45 529       | 65,68        | 46 132      | 66,55       |  |
| Blancs et nuls | Blancs et nuls                 | Blancs et nuls | 2 355        | 5,17         | 3 413       | 7,4         |  |
| Exprimés       | Exprimés                       | Exprimés       | 43 174       | 94,83        | 42 719      | 92,6        |  |

Le suppléant de Bernard Derosier était Jean-Michel Stievenard, docteur en sociologie, de Villeneuve-d'Ascq.

### Élections de 1997
| Candidat       | Candidat                       | Parti             | Premier tour | Premier tour | Second tour | Second tour |  |
| Candidat       | Candidat                       | Parti             | Voix         | %            | Voix        | %           |  |
| -------------- | ------------------------------ | ----------------- | ------------ | ------------ | ----------- | ----------- |  |
|                | Bernard Derosier sortant réélu | PS                | 15 497       | 36,26        | 27 268      | 63,7        |  |
|                | Dominique Rosselle             | RPR               | 8 608        | 20,14        | 15 536      | 36,3        |  |
|                | Philippe Bernard               | FN                | 6 605        | 15,46        |             |             |  |
|                | Jean-Raymond de Grève          | PCF               | 3 715        | 8,69         |             |             |  |
|                | Gilles Boury                   | LO                | 1 906        | 4,46         |             |             |  |
|                | Ronald Charbaut                | Les Verts         | 1 814        | 4,24         |             |             |  |
|                | Jean-Victor Lamon              | MPF (LDI)         | 915          | 2,14         |             |             |  |
|                | Patrick Breton                 | Divers droite     | 742          | 1,74         |             |             |  |
|                | Sylvie Flahaut                 | LT-LNÉ            | 663          | 1,55         |             |             |  |
|                | Paulo Ovan                     | GÉ                | 610          | 1,43         |             |             |  |
|                | David Alis                     | US4J              | 596          | 1,39         |             |             |  |
|                | Chantal Nordez                 | LCR               | 549          | 1,28         |             |             |  |
|                | Anne-Marie Marmier             | Divers écologiste | 514          | 1,2          |             |             |  |
|                |                                |                   |              |              |             |             |  |
| Inscrits       | Inscrits                       | Inscrits          | 67 863       | 100,00       | 67 864      | 100,00      |  |
| Abstentions    | Abstentions                    | Abstentions       | 23 392       | 34,47        | 22 174      | 32,67       |  |
| Votants        | Votants                        | Votants           | 44 471       | 65,53        | 45 690      | 67,33       |  |
| Blancs et nuls | Blancs et nuls                 | Blancs et nuls    | 1 737        | 3,91         | 2 886       | 6,32        |  |
| Exprimés       | Exprimés                       | Exprimés          | 42 734       | 96,09        | 42 804      | 93,68       |  |

La suppléante de Bernard Derosier était Michèle Mathys, adjointe au maire de Villeneuve-d'Ascq.

### Élections de 2002
| Candidat       | Candidat                       | Parti             | Premier tour | Premier tour | Second tour | Second tour |  |
| Candidat       | Candidat                       | Parti             | Voix         | %            | Voix        | %           |  |
| -------------- | ------------------------------ | ----------------- | ------------ | ------------ | ----------- | ----------- |  |
|                | Bernard Derosier sortant réélu | PS                | 12 792       | 29,82        | 20 501      | 54,57       |  |
|                | Christian Carnois              | UMP               | 11 352       | 26,47        | 17 064      | 45,43       |  |
|                | Gérard Caudron                 | Divers gauche     | 7 943        | 18,52        |             |             |  |
|                | Anne Coolzaet                  | FN                | 4 761        | 11,1         |             |             |  |
|                | Mari Agbessi                   | Les Verts         | 1 280        | 2,98         |             |             |  |
|                | Nabil El Haggar                | Divers gauche     | 1 140        | 2,66         |             |             |  |
|                | Céline Cuvelier                | PCF               | 1 038        | 2,42         |             |             |  |
|                | Nathalie Lauwerier             | LCR               | 640          | 1,49         |             |             |  |
|                | Pascale Rougée                 | LO                | 541          | 1,26         |             |             |  |
|                | Jocelyne Hespel                | MNR               | 346          | 0,81         |             |             |  |
|                | Sylvie Hyard                   | Divers écologiste | 294          | 0,69         |             |             |  |
|                | Gérard Wozniak                 | MÉI               | 201          | 0,47         |             |             |  |
|                | Tanguy Le Gall                 | Divers droite     | 195          | 0,45         |             |             |  |
|                | Anne Rémy                      | CPNT              | 178          | 0,42         |             |             |  |
|                | Bruno Ferreyrol                | Divers écologiste | 146          | 0,34         |             |             |  |
|                | Yves Pessy                     | Divers            | 44           | 0,1          |             |             |  |
|                |                                |                   |              |              |             |             |  |
| Inscrits       | Inscrits                       | Inscrits          | 70 938       | 100,00       | 70 938      | 100,00      |  |
| Abstentions    | Abstentions                    | Abstentions       | 27 445       | 38,69        | 31 261      | 44,07       |  |
| Votants        | Votants                        | Votants           | 43 493       | 61,31        | 39 677      | 55,93       |  |
| Blancs et nuls | Blancs et nuls                 | Blancs et nuls    | 602          | 1,38         | 2 112       | 5,32        |  |
| Exprimés       | Exprimés                       | Exprimés          | 42 891       | 98,62        | 37 565      | 94,68       |  |

Le suppléant de Bernard Derosier était Jean-Michel Stievenard, maire de Villeneuve-d'Ascq, docteur en sociologie, maître de conférences.

### Élections de 2007
| Candidat       | Candidat                       | Parti          | Premier tour | Premier tour | Second tour | Second tour |  |
| Candidat       | Candidat                       | Parti          | Voix         | %            | Voix        | %           |  |
| -------------- | ------------------------------ | -------------- | ------------ | ------------ | ----------- | ----------- |  |
|                | Bernard Derosier sortant réélu | PS             | 14 965       | 36,29        | 23 180      | 58,67       |  |
|                | Caroline Vannier               | UMP            | 11 909       | 28,88        | 16 327      | 41,33       |  |
|                | Christian Carnois              | UDF–MoDem      | 5 299        | 12,85        |             |             |  |
|                | Jean-Pierre Mispelon           | Les Verts      | 2 205        | 5,35         |             |             |  |
|                | Frédéric Gossart               | FN             | 1 842        | 4,47         |             |             |  |
|                | Lydie Thouvenot                | LCR            | 1 529        | 3,71         |             |             |  |
|                | Roger Maly                     | PCF            | 1 434        | 3,48         |             |             |  |
|                | Pascale Rougée                 | LO             | 603          | 1,46         |             |             |  |
|                | Corinne Miran                  | MÉI            | 445          | 1,08         |             |             |  |
|                | Marie-Claire Deffrennes        | MNR            | 307          | 0,74         |             |             |  |
|                | Éric Brebion                   | Divers         | 290          | 0,7          |             |             |  |
|                | Yann Elias                     | NC             | 264          | 0,64         |             |             |  |
|                | Jean-Michel Carpentier         | PT             | 142          | 0,34         |             |             |  |
|                |                                |                |              |              |             |             |  |
| Inscrits       | Inscrits                       | Inscrits       | 73 200       | 100,00       | 73 201      | 100,00      |  |
| Abstentions    | Abstentions                    | Abstentions    | 31 333       | 42,8         | 32 080      | 43,82       |  |
| Votants        | Votants                        | Votants        | 41 867       | 57,2         | 41 121      | 56,18       |  |
| Blancs et nuls | Blancs et nuls                 | Blancs et nuls | 633          | 1,51         | 1 614       | 3,93        |  |
| Exprimés       | Exprimés                       | Exprimés       | 41 234       | 98,49        | 39 507      | 96,07       |  |

### Élections de 2012
| Candidat       | Candidat                      | Parti          | Premier tour | Premier tour | Second tour | Second tour |  |
| Candidat       | Candidat                      | Parti          | Voix         | %            | Voix        | %           |  |
| -------------- | ----------------------------- | -------------- | ------------ | ------------ | ----------- | ----------- |  |
|                | Audrey Linkenheld élue        | PS             | 18 385       | 40,44        | 27 225      | 64,69       |  |
|                | Caroline Vannier              | UMP            | 9 238        | 20,32        | 14 858      | 35,31       |  |
|                | Thérèse Lesaffre              | FN (RBM)       | 6 542        | 14,39        |             |             |  |
|                | Ugo Bernalicis                | PG (FG) (PCF)  | 4 031        | 8,87         |             |             |  |
|                | Éric Quiquet                  | EÉLV (MÉI)     | 3 382        | 7,44         |             |             |  |
|                | Christian Carnois             | MoDem (CpF)    | 1 753        | 3,86         |             |             |  |
|                | Hamid Boujnane                | NC             | 405          | 0,89         |             |             |  |
|                | Jean-Claude Laigle            | AÉI            | 388          | 0,85         |             |             |  |
|                | Jeferson Starlens             | Pirate         | 381          | 0,84         |             |             |  |
|                | Pascale Rougée                | LO             | 371          | 0,82         |             |             |  |
|                | Damien Scali                  | NPA            | 244          | 0,54         |             |             |  |
|                | Mohamed-Ali Ben Mansour       | S&P            | 218          | 0,48         |             |             |  |
|                | Thibaut Vayron de la Moureyre | PFE            | 80           | 0,18         |             |             |  |
|                | Christine Poilly              | PPLD           | 44           | 0,10         |             |             |  |
|                |                               |                |              |              |             |             |  |
| Inscrits       | Inscrits                      | Inscrits       | 87 326       | 100,00       | 87 326      | 100,00      |  |
| Abstentions    | Abstentions                   | Abstentions    | 41 165       | 47,14        | 43 583      | 49,91       |  |
| Votants        | Votants                       | Votants        | 46 161       | 52,86        | 43 743      | 50,09       |  |
| Blancs et nuls | Blancs et nuls                | Blancs et nuls | 699          | 1,51         | 1 660       | 3,79        |  |
| Exprimés       | Exprimés                      | Exprimés       | 45 462       | 98,49        | 42 083      | 96,21       |  |

### Élections de 2017
Les élections législatives françaises de 2017 ont eu lieu les dimanches 11 et 18 juin 2017
|                                                                      | |                           |                           |                          |                          |
|                                                                      | | Premier tour 11 juin 2017 | Premier tour 11 juin 2017 | Second tour 18 juin 2017 | Second tour 18 juin 2017 |
|                                                                      | |                           |                           |                          |                          |
|                                                                      | | Nombre                    | % des inscrits            | Nombre                   | % des inscrits           |
| Inscrits                                                             | Inscrits | 86 663                    | 100,00                    | 86 665                   | 100,00                   |
| Abstentions                                                          | Abstentions | 46 195                    | 53,30                     | 51 589                   | 59,53                    |
| Votants                                                              | Votants | 40 468                    | 46,70                     | 35 076                   | 40,47                    |
|                                                                      | |                           | % des votants             |                          | % des votants            |
| Bulletins blancs                                                     | Bulletins blancs | 553                       | 1,37                      | 3 046                    | 8,68                     |
| Bulletins nuls                                                       | Bulletins nuls | 263                       | 0,65                      | 1 449                    | 4,13                     |
| Suffrages exprimés                                                   | Suffrages exprimés                                                                                                   | 39 652                    | 97,98                     | 30 581                   | 87,18                    |
|                                                                      | |                           |                           |                          |                          |
| Candidat Étiquette politique (partis et alliances)                   | Candidat Étiquette politique (partis et alliances)                                                                   | Voix                      | % des exprimés            | Voix                     | % des exprimés           |
|                                                                      | |                           |                           |                          |                          |
|                                                                      | Houmria Berrada La République en marche                                                                              | 8 935                     | 22,53                     | 10 962                   | 35,85                    |
|                                                                      | Ugo Bernalicis La France insoumise                                                                                   | 7 598                     | 19,16                     | 19 619                   | 64,15                    |
|                                                                      | Audrey Linkenheld (députée sortante) Parti socialiste                                                                | 7 314                     | 18,45                     |                          |                          |
|                                                                      | Véronique Descamps Front national                                                                                    | 5 554                     | 14,01                     |                          |                          |
|                                                                      | Florence Bariseau Les Républicains (Union des démocrates et indépendants)                                            | 4 731                     | 11,93                     |                          |                          |
|                                                                      | Hélène Hardy Europe Écologie Les Verts                                                                               | 1 920                     | 4,84                      |                          |                          |
|                                                                      | Romain Leclercq Parti communiste français (Front de gauche)                                                          | 711                       | 1,79                      |                          |                          |
|                                                                      | Virginie Chauchoy Divers (Parti animaliste)                                                                          | 555                       | 1,40                      |                          |                          |
|                                                                      | Mohamed Bousnane Écologiste (Une France unie, diverse et solidaire)                                                  | 514                       | 1,30                      |                          |                          |
|                                                                      | Sébastien de Gouy Écologiste (Mouvement écologiste indépendant - Confédération pour l'homme, l'animal et la planète) | 378                       | 0,95                      |                          |                          |
|                                                                      | Pascale Rougée Lutte ouvrière                                                                                        | 354                       | 0,89                      |                          |                          |
|                                                                      | Elies Ben Helal Divers (Union populaire républicaine)                                                                | 302                       | 0,76                      |                          |                          |
|                                                                      | Pascal-Alexandre Dudenko Divers gauche (Nouvelle Donne)                                                              | 277                       | 0,70                      |                          |                          |
|                                                                      | Madjid Messabihi Divers                                                                                              | 268                       | 0,68                      |                          |                          |
|                                                                      | Tania Gandrot Divers gauche (Mouvement des progressistes)                                                            | 213                       | 0,54                      |                          |                          |
|                                                                      | Arnaud Beils Divers (Solidarité et progrès)                                                                          | 28                        | 0,07                      |                          |                          |
| Source : Ministère de l'Intérieur - Deuxième circonscription du Nord | |                           |                           |                          |                          |

### Élections de 2022
Les élections législatives françaises de 2022 ont eu lieu les dimanches 12 et 19 juin 2022.
|                                                    |                                                                                      |                           |                           |                          |                          |
|                                                    |                                                                                      | Premier tour 12 juin 2022 | Premier tour 12 juin 2022 | Second tour 19 juin 2022 | Second tour 19 juin 2022 |
|                                                    |                                                                                      |                           |                           |                          |                          |
|                                                    |                                                                                      | Nombre                    | % des inscrits            | Nombre                   | % des inscrits           |
| Inscrits                                           | Inscrits                                                                             | 86 831                    | 100                       | 86 855                   | 100                      |
| Abstentions                                        | Abstentions                                                                          | 46 451                    | 53,50                     | 47 223                   | 54,37                    |
| Votants                                            | Votants                                                                              | 40 380                    | 46,50                     | 39 632                   | 45,63                    |
|                                                    |                                                                                      |                           | % des votants             |                          | % des votants            |
| Bulletins blancs                                   | Bulletins blancs                                                                     | 558                       | 1,38                      | 1 424                    | 3,59                     |
| Bulletins nuls                                     | Bulletins nuls                                                                       | 246                       | 0,61                      | 725                      | 1,83                     |
| Suffrages exprimés                                 | Suffrages exprimés                                                                   | 39 576                    | 98,01                     | 37 483                   | 94,58                    |
|                                                    |                                                                                      |                           |                           |                          |                          |
| Candidat Étiquette politique (partis et alliances) | Candidat Étiquette politique (partis et alliances)                                   | Voix                      | % des exprimés            | Voix                     | % des exprimés           |
|                                                    |                                                                                      |                           |                           |                          |                          |
|                                                    | Ugo Bernalicis* Nouvelle Union populaire écologique et sociale (La France insoumise) | 17 212                    | 43,49                     | 21 740                   | 58,00                    |
|                                                    | Rudy Elegeest Ensemble                                                               | 9 823                     | 24,82                     | 15 743                   | 42,00                    |
|                                                    | Philippe Guérard Rassemblement national                                              | 5 328                     | 13,46                     |                          |                          |
|                                                    | Caroline Boisard-Vannier Les Républicains                                            | 3 106                     | 7,85                      |                          |                          |
|                                                    | Monique Delevallet Reconquête                                                        | 1 344                     | 3,40                      |                          |                          |
|                                                    | Virginie Chauchoy Parti animaliste                                                   | 1 041                     | 2,63                      |                          |                          |
|                                                    | Pascale Rougée Lutte ouvrière                                                        | 508                       | 1,28                      |                          |                          |
|                                                    | Nordine Aassi Union des démocrates musulmans français                                | 507                       | 1,28                      |                          |                          |
|                                                    | Nicolas Karasiewicz Divers centre                                                    | 407                       | 1,03                      |                          |                          |
|                                                    | Marie Savage Parti ouvrier indépendant démocratique                                  | 300                       | 0,76                      |                          |                          |
| * Député sortant                                   |                                                                                      |                           |                           |                          |                          |

### Élections de 2024
| Candidat                 | Candidat                 | Parti et coalition       | Nuance                   | Premier tour | Premier tour | Second tour | Second tour |
| Candidat                 | Candidat                 | Parti et coalition       | Nuance                   | Voix         | %            | Voix        | %           |
| ------------------------ | ------------------------ | ------------------------ | ------------------------ | ------------ | ------------ | ----------- | ----------- |
|                          | Ugo Bernalicis           | LFI (NFP)                | UG                       | 26 491       | 47,31        | 29 571      | 53,20       |
|                          | Philippe Guérard         | RN                       | RN                       | 12 256       | 21,89        | 13 072      | 23,52       |
|                          | Violette Salanon         | RE (ENS)                 | ENS                      | 11 630       | 20,77        | 12 937      | 23,28       |
|                          | Caroline Boisard-Vannier | LR (UDC)                 | LR                       | 4 378        | 7,82         |             |             |
|                          | Pascale Rougée           | LO                       | EXG                      | 645          | 1,15         |             |             |
|                          | Claire Guénon            | Volt                     | DIV                      | 385          | 0,69         |             |             |
|                          | Etienne Testart          | NPA-R                    | EXG                      | 208          | 0,37         |             |             |
|                          |                          |                          |                          |              |              |             |             |
| Suffrages exprimés       | Suffrages exprimés       | Suffrages exprimés       | Suffrages exprimés       | 55 993       | 97,82        | 55 580      | 97,64       |
| Votes blancs             | Votes blancs             | Votes blancs             | Votes blancs             | 841          | 1,47         | 940         | 1,65        |
| Votes nuls               | Votes nuls               | Votes nuls               | Votes nuls               | 404          | 0,71         | 403         | 0,71        |
| Total                    | Total                    | Total                    | Total                    | 57 238       | 100          | 56 923      | 100         |
| Abstention               | Abstention               | Abstention               | Abstention               | 30 117       | 34,48        | 30 463      | 34,86       |
| Inscrits / participation | Inscrits / participation | Inscrits / participation | Inscrits / participation | 87 355       | 65,52        | 87 386      | 65,14       |